# Дрогобицька українська гімназія імені Івана Франка
Дрогобицька українська приватна гімназія імені Івана Франка — навчальний заклад у місті Дрогобичі, який діяв до радянської окупації у 1939 році та у роки нацистської окупації 1942—1944. Архітектор Євген Нагірний.

## Історія гімназії

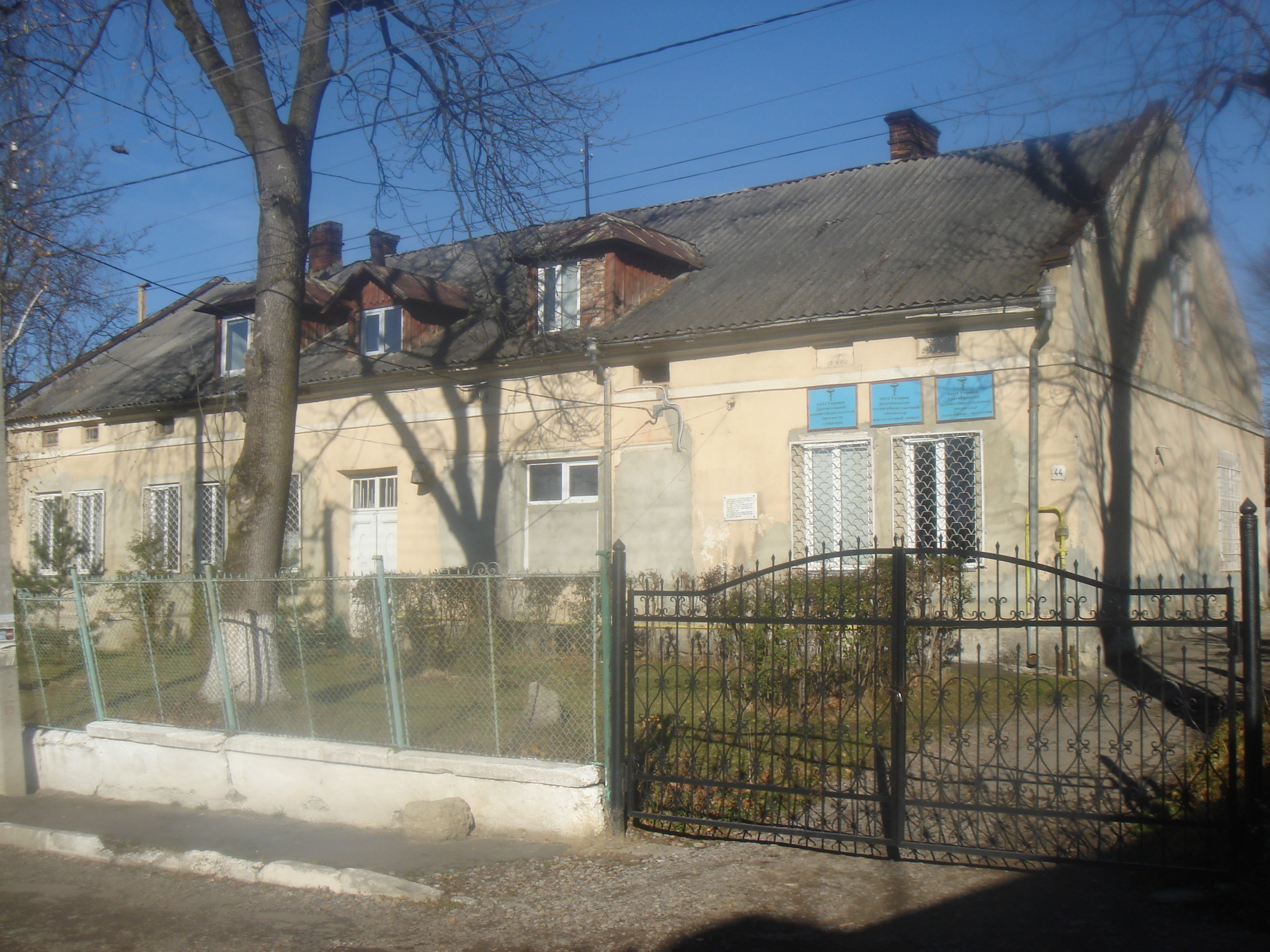
Будинок у якому початково діяла українська приватна гімназія та бурса українських гімназистів.

Створена гімназія була завдяки співпраці українців міста Дрогобича та Дрогобицького повіту в 1918 році, як приватну українську гімназію імені Івана Франка. Архітектор Євген Нагірний (споруда на сучасній вул. П.Сагайдачного, 19). Гімназія належала до Українського Педагогічного Товариства  «Рідна школа» й початково містилася у будівлі на вул. М. Тарнавського. Кількість учнів гімназії постійно зростала, якщо у 1920/21 навчальному році було 80 гімназистів, у 1921/22 — 153, в 1922/23 — 221, а у 1927/28 навчальному році їх було вже 293. Тому постало питання про будівництво нового приміщення.

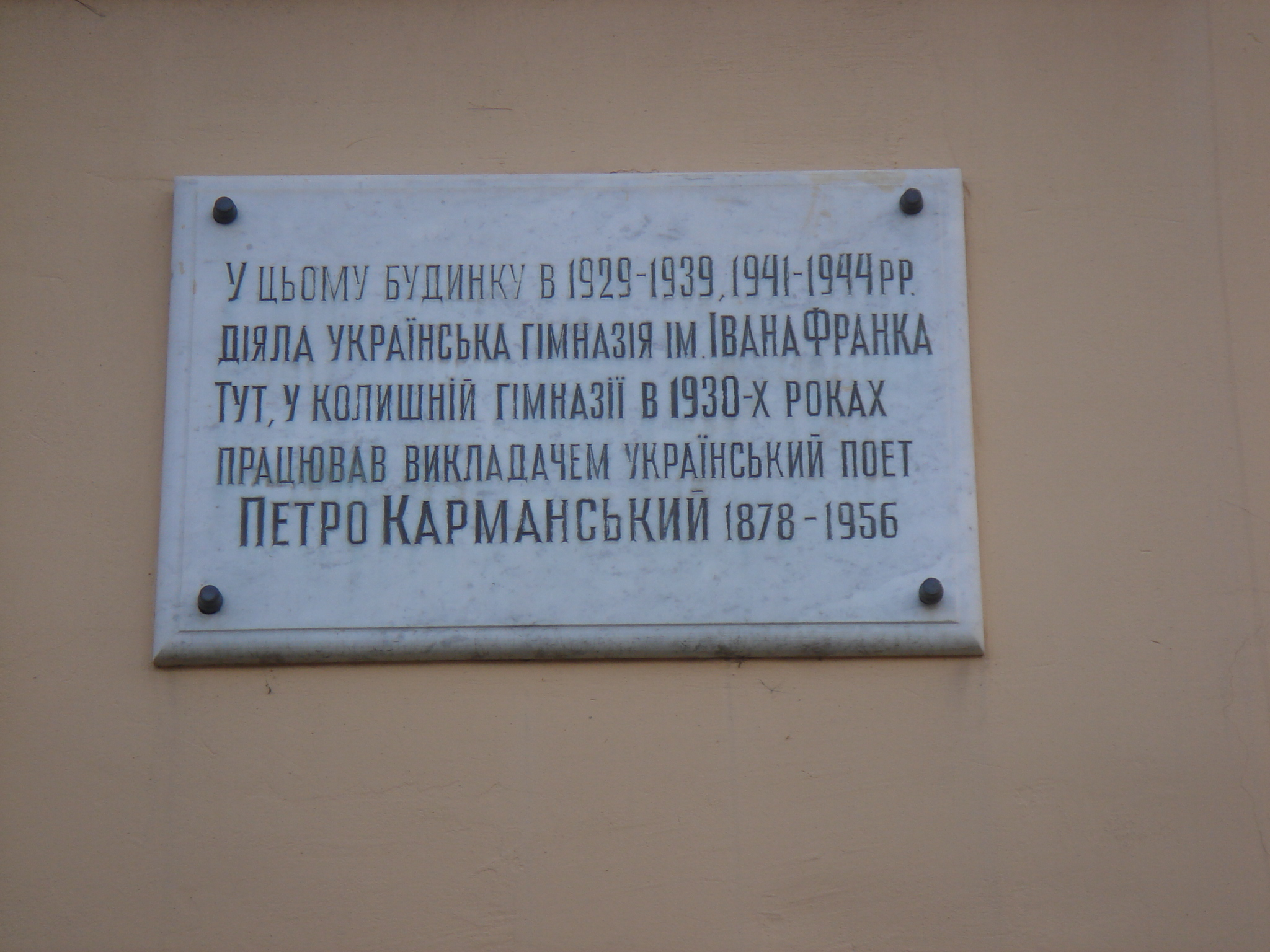
Пам'ятна таблиця на честь Петра Карманського, встановлена у 1992 році на будівлю колишньої Дрогобицької української гімназі ім. І. Франка

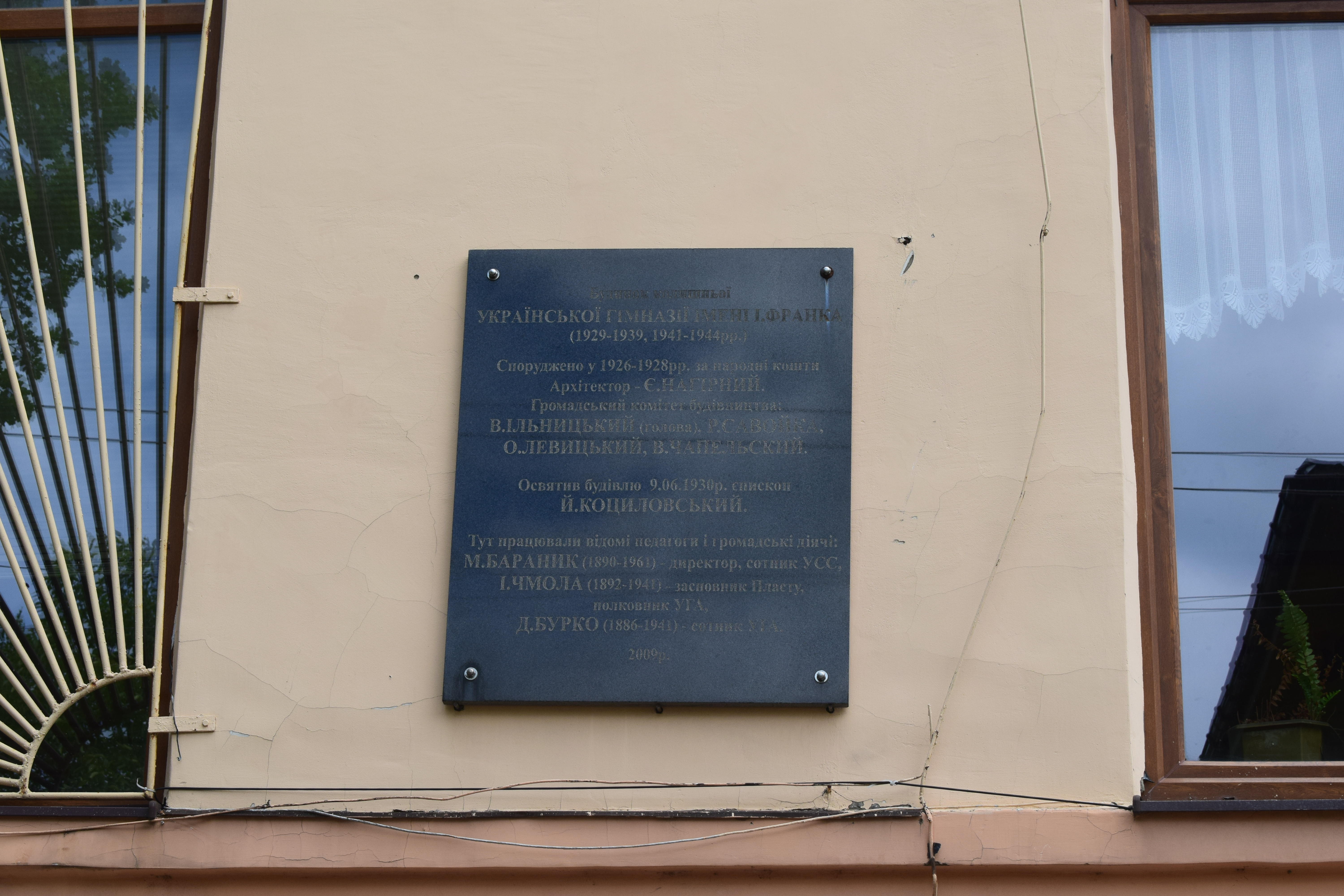
Пам'ятна таблиця встановлена 4 вересня 2009 року на будинку колишньої української гімназії. Напис на ній говорить: «Будинок колишньої гімназії імені І.Франка (1929—1939, 1941—1944 рр.). Споруджено у 1926—1929 рр. за народні кошти. Архітектор — Є. Нагірний. Громадський комітет будівництва: В. Ільницький (голова), О. Левицький, Р. Савойка, В. Чапельський. Освятив будівлю 9.06.1930 р. єпископ Й. Коциловський. Тут працювали відомі педагоги і громадські діячі: М. Бараник (1890—1961) — директор, сотник УСС, І. Чмола (1892—1941) — засновник Пласту, полковник УГА, Д. Бурко (1886—1941) — сотник УГА. 2009 р.»

У 1923 році вирішено побудувати нове приміщення для гімназії. Було створено комітет з представників української громадськості Дрогобича, який очолював дрогобицький адвокат Володимир Ільницький. Під керівництвом комітету було проведено збір коштів для будівництва навчального закладу. Сестри Маріїнського товариства щонеділі проводили збір яєць, необхідних для будівництва (за народними звичаями розчин вапна з білком яєць вважається міцнішим).
На запрошення дрогобичан приїхав перемишльський та самбірський греко-католицький єпископ, який і освятив закладений перший камінь у 1926 року.
У вересні 1928 року було збудовано нове приміщення для гімназії на вул. Петра Сагайдачного, вартістю до 500 тис. злотих, а у старому приміщенні діяла приватна українська початкова школа імені Тараса Шевченка. 
9 червня 1930 року будівлю гімназії, триповерхова споруда на 25 шкільних кімнат, освятив перемишльський єпископ Йосафат Коциловський.
У січні 1940 року, під час радянської окупації, гімназію та початкову школу об'єднали та створили на їх базі середню школу № 1. У приміщенні СШ №1 було засновано вечірню середню школу для дорослих. 
Під час німецької окупації гімназія відновила діяльність під назвою «Державна гімназія з українською мовою навчання у Дрогобичі». 12 – 17 листопада 1941 року проведено записи бажаючих навчатися вгімназії. Набір учнів відбувався одразу до усіх восьми класів. У класі було 50 учнів, з них 5 дівчат.
З 1944 року гімназія знову було перетворено у СШ № 1. 
Після порголошення Незалежності України в приміщенні колишньої Дрогобицької української гімназії імені Івана Франка продовжувала функціонувати Загальноосвітня школа І-ІІІ ступенів № 1 імені Івана Франка, згодом Ліцей №1 імені Івана Франка.

## Персоналії

### Директори
- Андрій Алиськевич (1918—1919)
- о. Поліект Кміт (1919—1920)
- Антін Собчук (1920—1924)
- Осип Турянський (1924—1925)
- Володимир Кузьмович (на 1928—1930)
- Михайло Бараник (1931—1939, 1941—1944)

### Викладачі
- Микола Байрак — латина, грецька мова
- Володимир Бірчак — грецька, українська мови
- Дмитро Бурко — німецька мова
- Мар'ян Гавдяк — історія, географія
- Микола Григорійчук — українська мова
- Стефанія Залітач — математика
- Михайло Іваненко — руханка, співи
- Наталя Ізначак — руханка для дівчат
- Петро Карманський — українська мова
- Марія Калужняцька — українська, польська мови
- Антін Княжинський — українська мова
- Володимир Козак — латина
- Олекса Кущак — математика
- Андрій Лепкий — рисунки, мистецтво
- Степан Липинський — фізика
- Осип Мельник — латина
- Богдан Попель — історія
- Михайло Попель — математика
- Дометій Попович — географія, історія
- Олексій Попович — німецька мова
- Богдан П'юрко — співи
- Михайло Рабій — українська мова
- Северин Сапрун — німецька мова, співи
- Роман Смолька — природа
- Володимир Сольчаник — українська мова
- Іван Чмола — географія, руханка
- Дмитро Якибчук — латина
- Марія Ясеницька — руханка для дівчат
- Савин-Орест Ясеницький — природа

### Учні
- Богдан Гаврилишин,[7]
- Юлія Ганущак
- Дмитро Грицай
- Зенон Коссак
- Володимир Кобільник
- Осередчук Володимир (закінчив у 1929)[8]

Гімназія у 2018 році

- Михайло Фридер